# Пикшень
Пикше́нь (эрз. Пекшня (по-русски Липовый), Пикшня веле) — село в Большеболдинском районе Нижегородской области. Административный центр Пикшенского сельсовета. Население 508 (2010) человек

## Общая физико-географическая характеристика
Географическое положение
По автомобильным дорогам расстояние до областного центра города Нижнего Новгорода составляет 210 км, до районного центра села Большого Болдино — 5 км. Абсолютная высота 162 метра над уровнем моря.
Часовой пояс
Пикшень, как и вся Нижегородская область, находится в часовой зоне МСК (московское время). Смещение применяемого времени относительно UTC составляет +3:00.

## История
В «Списке населенных мест» Нижегородской губернии по данным за 1859 год значится как разноведомственная деревня во втором стане Лукояновского уезда при речке Эле в 53 верстах от Лукоянова. В деревне насчитывалось 122 двора и проживало 1111 человек (516 мужчин и 595 женщин).

## Население
| 1999 | 2002 | 2010 |
| ---- | ---- | ---- |
| 556  | ↘548 | ↘508 |

Национальный состав
Согласно результатам переписи 2002 года, в национальной структуре населения эрзяне составляли 60 %, русские — 38 % из 548 человек.

## Достопримечательности
- Музей мордовской культуры и быта
- Памятный знак в честь Владимира Короленко — организатора общественных столовых в 1892 году для спасения голодающих жителей села Пикшени.
- Никольская церковь. Построена в 1864—1869 годах стараниями прихожан и помещика Василия Аникиева. Освящена 11 января 1869 года. Здание деревянное, на каменном фундаменте, в одной связи колокольня.

## Известные уроженцы и жители
- Павел Кириллович Любаев (1919—2013) — эрзянский поэт, переводчик, член Союза писателей России (1949), заслуженный писатель МАССР (1980), участник Великой Отечественной войны.